# Internationella matematikerkongressen 1962
Internationella matematikerkongressen 1962 var den fjortonde Internationella matematikerkongressen. Den hölls i Stockholm, Sverige, från 15 augusti till 22 augusti 1962.
I kongressen deltog 2 107 deltagare från 57 länder och 745 uppsatser levererades.

## Plats
Vid ett sammanträde den 28 oktober 1958 beslutade Svenska Matematikkommittén att acceptera inbjudan, skickad av International Mathematical Union, att anordna nästa Internationella matematikerkongress i Stockholm 1962. Detta beslut godkändes av Svenska Matematiksällskapet den 30 november 1958, och en gemensam inbjudan gick ut till världens matematiker, undertecknad av Rikskommitténs och Sällskapets ordförande, professorerna Åke Pleijel och Göran Borg.

## Översikt
Invigningssessionen hölls i Konserthuset den 15 augusti 1962, klockan 10, i närvaro av Sveriges kung Gustaf VI Adolf. En Royal Navy-orkester spelade ett urval av svensk musik.
Professor Rolf Nevanlinna, ordförande för International Mathematical Union, öppnade kongressen där han sa: "Matematiker från hela världen har samlats igen efter fyra år för att studera vår vetenskaps tillstånd".
Fields-medaljer delades ut till John Milnor och Lars Hörmander.